# 111 (tal)
111 är det naturliga talet som följer 110 och som följs av 112.

## Inom matematiken
- 111 är ett udda tal.
- 111 är ett semiprimtal
- 111 är det tjugoandra palindromtalet
- 111 är ett nonagontal
- 111 är ett centrerat hendekagontal

## Inom vetenskapen
- Röntgenium, atomnummer 111
- 111 Ate, en asteroid